# 釧路ご当地アイドル(仮)
釧路ご当地アイドル(仮)（くしろごとうちアイドル）は、2013年から2018年まで活動していた北海道釧路市を活動拠点とする女性アイドルグループである。「釧路ご当地アイドル」と表記されることもある。　2015年5月にメンバー2人が加わったタイミングで「釧路ご当地アイドル（仮）」から（仮）が外れ、「釧路ご当地アイドル」へとグループ名が改名されたという記事が同年8月に公式ブログへアップされている。

## 略歴
2012年
- 同年初め、プロジェクトが開始される。当初の目標は、別海町で活動していた別海ミルクガールズ（BMG）[1]。

2013年
- 結成、デビュー[2]。

- メンバーが入れ替わる時期があり、一時期4人体制だったこともあったが、同年暮れには、Aya（リーダー）、Madoka、Maiの3人体制になる[3]。

2015年
- 5月、Nana、Tomomiが加入する[4]。
- グループ名から（仮）が外れ「釧路ご当地アイドル」へ改名

- 10月3日、Aya、Mai、Madokaが卒業する[5]。

2016年
- 3月、Ayunaがデビューする[6]。

- 12月31日、Nana、Tomomiが卒業する[7]。

2017年
- 2月25日、Minaseがデビューする[8]。

- 5月、Hikariが加入する[9]。

- 6月30日、Ayunaが卒業する[10]。

- 12月11日、Minaseが卒業する[11]。

2018年
- 7月22日、Hikariが卒業する[12]。これにより、メンバーがいなくなった。

## 元メンバー

### 1期生
- Aya - リーダー。初期メンバー[13]。10月11日生まれ[14]。担当カラー: 赤[15]。卒業後、釧路市内で飲食店を経営。

- Madoka - 1月27日生まれ[16]。担当カラー: オレンジ[17]。

- Mai - 2月14日生まれ。担当カラー: ピンク[18]。卒業後に時を経て、「KiT（釧路アイドルツーリズム）」のマイとして、2019年6月17日～2020年7月まで東京で活動。2023年3月～釧路で活動する大人アイドル「Tipsy Glass」のメンバーとして活動中。

### 2期生
- Nana - 4月12日生まれ。リーダー[19]。担当カラー: 水色[20]。

- Tomomi - 6月21日生まれ。担当カラー：紫[21]2023年3月～釧路で活動する大人アイドル「Tipsy Glass」のメンバーとして活動中。

### 3期生
- Ayuna - 12月18日生まれ。 担当カラー：白

### 3.5期生
- Minase - 11月 8日生まれ。担当カラー: 青色[22]。

### 4期生
- Hikari - 4月13日生まれ[23]。担当カラー: 白色[24]。

## 作品
- アイドルタイム[25]

- ゆうやけの唄[26]

- Romance Addiction[27]

- ミナコニャアタック - 作詞・作曲・編曲：You-Ji[28]

- 青春街道

## 備考
- 釧路ご当地アイドル制作委員会の委員長は、釧路市でグループホームを経営する黒澤大十郎である。

- 名称は、将来的にも固有名称だと認識されやすいグループ名を付けない方針であった[29]。